# Barford St Michael
Pour les articles homonymes, voir Barford.
Barford St Michael est un village dans l'Oxfordshire, en Angleterre. Administrativement, il forme la paroisse civile de Barford St. John and St. Michael (en) avec le village voisin de Barford St John (en).

## Géographie
Barford St Michael est situé dans le nord du comté de l'Oxfordshire, à une dizaine de kilomètres au sud de la ville de Banbury, chef-lieu du district non métropolitain de Cherwell. La Swere (en), un affluent de la Cherwell, coule au nord du village et le sépare de celui, plus petit, de Barford St John (en).

## Histoire
La paroisse civile de Barford St Michael est abolie le 1er avril 1932. Une partie de son territoire est transférée à celle de Deddington tandis que la majeure partie fusionné avec l'ancienne paroisse civile de Barford St John pour former celle de Barford St. John and St. Michael (en).

## Culture locale et patrimoine
L'église paroissiale de Barford St Michael est dédiée à saint Michel, comme l'indique le nom du village. Le bâtiment remonte au milieu du XIIe siècle, mais il a été remanié en profondeur au siècle suivant. C'est un monument classé de grade I depuis 1955.
Le village abrite depuis 1978 les studios Woodworm, un studio d'enregistrement fondé par Dave Pegg, bassiste du groupe de folk rock Fairport Convention,.